# (27749) 1991 BJ2
1991 بي جاي 2 (ويعرف أيضًا باسم (27749) 1991 بي جاي 2 وفق تسمية الكوكب الصغير) (بالإنجليزية: 1991 BJ2)‏ هو كويكب ضمن حزام الكويكبات؛ وترتيبه 27749 من حيث الاكتشاف.
اكتُشف هذا الجُرم الفلكي بواسطة Kin Endate ‏ في 23 يناير 1991.

## وصلات خارجية
- (27749) 1991 BJ2 في قاعدة بيانات مختبر الدفع النفاث لأجرام النظام الشمسي الصغيرة

- الاكتشاف · مخطط المدار ·  العناصر المدارية · المعلمات المادية

- (27749) 1991 BJ2 على موقع ويكي سكاي: DSS2, SDSS, GALEX, IRAS, Hydrogen α, X-Ray, Astrophoto, Sky Map, Articles and images